# Patrick Calcagni
Patrick Calcagni (født 5. juli 1977 i Sorengo) er en schweizisk tidligere landevejscykelrytter.
Calcagni startede sin karriere på det italienske hold Vini Caldirola i 2000. Han blev også "Schweizisk mester" i enkeltstart denne sæson. I sit sidste år med det italienske hold fik han en etapesejr i Japan Rundt. I perioden 2005-2007 cyklede han for ProTour-holdet Liquigas. Sæsonen efter debuterede han i Tour de France.
I Romandiet Rundt 2007 vandt han sprintkonkurrencen.